# William Withers
William Temple Withers (Lexington, 12 luglio 1864 – Orlando, 18 febbraio 1933) è stato un golfista statunitense.

## Carriera
Withers partecipò al torneo individuale di golf ai Giochi olimpici di Saint Louis 1904, in cui giunse sessantaduesimo a pari merito con Wallace Shaw.